# Micropleura
Micropleura là chi thực vật có hoa trong họ Apiaceae.